# Kammmolch-Biotop nordöstlich Langenbrügge
Kammmolch-Biotop nordöstlich Langenbrügge este o arie protejată (sit de importanță comunitară — SCI) din Germania întinsă pe o suprafață de 72,16 ha, integral pe uscat.

## Localizare
Centrul sitului Kammmolch-Biotop nordöstlich Langenbrügge este situat la coordonatele 52°48′20″N 10°43′59″E / 52.8056°N 10.7331°E.

## Înființare
Situl Kammmolch-Biotop nordöstlich Langenbrügge a fost declarat sit de importanță comunitară în ianuarie 2005 pentru a proteja 2 specii de animale.

## Biodiversitate
Situată în ecoregiunea atlantică, aria protejată conține 4 habitate naturale: Ape stătătoare oligotrofe până la mezotrofe, cu vegetație de Littorelletea uniflorae și/sau de Isoëto-Nanojuncetea, Mlaștini turboase de tranziție și turbării mișcătoare, Depresiuni pe substraturi de turbă de Rhynchosporion, Mlaștini împădurite.
La baza desemnării sitului se află mai multe specii protejate:
- amfibieni (1): triton cu creastă (Triturus cristatus)
- mamifere (1): vidră de râu (Lutra lutra)

Pe lângă speciile protejate, pe teritoriul sitului au mai fost identificate 1 specie de plante, 4 specii de amfibieni.